# Microzetes adansoni
Microzetes adansoni är en kvalsterart som först beskrevs av Lions 1966.  Microzetes adansoni ingår i släktet Microzetes och familjen Microzetidae. Inga underarter finns listade i Catalogue of Life.